# Marmordværgalk
Marmordværgalk (Brachyramphus marmoratus) er en alkefugl, der lever langs Stillehavets nordøstlige kyster - fra Aleuterne til Oregon i det nordvestlige USA.